# Antoine (Automobilhersteller)
Antoine war ein belgischer Hersteller von Automobilen.

## Unternehmensgeschichte
Ernest Antoine hatte um 1900 als Mechaniker bei Vivinus Erfahrungen im Automobilbau gesammelt. 1914 gründete er eine mechanische Werkstätte. Nach Ende des Ersten Weltkriegs nahm er die Produktion von Automobilen auf, die er unter seinem Familiennamen bzw. der Marke Antoine verkaufte. Außerdem vertrieb er Fahrzeuge von Charron.
Es ist nicht bekannt, wann das Unternehmen aufgelöst wurde.

## Fahrzeuge
Die Fahrzeuge hatten Einbaumotoren von Dambiermont aus Herstal. Sie waren mit 7 bis 10 Steuer-PS eingestuft, was einerseits im Bereich von 1151 bis 1350 cm³ Hubraum lag und andererseits zwischen 1751 und 1950 cm³. Die kleineren Modelle wurden als Voiturette bezeichnet und trugen den Zusatz Antoinette.